# Age of Chivalry
Age of Chivalry — багатокористувацька відеогра, створена командою Team Chivalry як модифікація для Half-Life 2. Дії гри відбуваються у середньовіччі, ігровий процес націлений на сутички в ближньому бою із застосуванням холодної зброї, хоча наявна і стрілецька зброя «одного пострілу», натомість наділена величезною потужністю.

## Ігровий процес
Перед початком кожного раунду гравці мають право вибрати за яку зі сторін конфлікту вони будуть грати. На вибір пропонується дві фракції: лицарі Агатії (Agathia Knight) і Орден Мейсона (Mason order). Більшість місцевостей битв, званих картами, мають кілька цілей; досягнення однієї веде до наступної, поки остання ціль не буде досягнута або сторона, що захищається, не завадить іншій команді завершити їх у відведений час. Цілі різноманітні — від захоплення стратегічних точок до вбивства невинних жителів, а також облоги замків, штурму брам і спорудження мостів. Age of Chivalry використовує динамічні кампанії, в яких результат битви впливає на вибір наступної карти.

## Передісторія
Десять років лицарі Агатії (Knights of Agatha) провели в хрестовому поході. Хрестоносців, які оврнулись на батькіщину, замість хліба і солі зустріли мечами і сокирами — поки їх не було, королівство захопив кузен короля, Говін Мейсон на прізвисько Жорстокий (Gauwyn «The Fierce» Mason). Його нещадні воїни, Орден Мейсона (Mason Order), вбили короля, а єдиного спадкоємця захопили в полон. Вони грабують та вбивають селян, насаджуючи терор і беззаконня. Повні священної люті, агатійці кидаються на ворога. З обох сторін у смертельній сутичці сходяться загартовані в боях ветерани. Чи вдасться агатійцям повернути батьківщині мир і спокій, або ці землі навіки поглине темрява, покаже лише час...